# Wydział Medycyny Weterynaryjnej Uniwersytetu Przyrodniczego w Lublinie
Wydział Medycyny Weterynaryjnej Uniwersytetu Przyrodniczego w Lublinie – jednostka Uniwersytetu Przyrodniczego w Lublinie, kształcąca lekarzy weterynarii i analityków weterynaryjnych.

## Historia
Wydział powstał 10 października 1944 roku, początkowo związany z nowo powstałym 23 października 1944 r. Uniwersytetem Marii Curie-Skłodowskiej. Na uniwersytecie powstały wówczas 4 pierwsze wydziały: Przyrodniczy, Rolny, Lekarski i właśnie Wydział Weterynaryjny (wówczas).
W roku akademickim 1944/1945 uruchomiono pierwsze dwa lata studiów ze 160 studentami którzy studiowali na przedwojennych uczelniach weterynaryjnych, aby już w 1945 r. wydać 7 pierwszych dyplomów lekarza weterynarii w powojennej Polsce. W 1945 r. nadano dwa stopnie doktora habilitowanego (Stefan Koeppe i Tadeusz Żuliński) oraz 5 stopni doktora nauk weterynaryjnych. 
W kwietniu 1946 r. powstało 13 podstawowych katedr, często wspólnych dla pozostałych wydziałów nowego uniwersytetu (głównie dla lekarskiego i weterynaryjnego), rozmieszczonych w różnych częściach miasta. W połowie lat 50. wybudowano nowy gmach - Collegium Veterinarium oraz kliniki weterynaryjne. Zlokalizowano w nich wszystkie jednostki Wydziału, z wyjątkiem Katedry Biochemii (dawna siedziba przy ul. Lubartowskiej, obecnie w gmachu przy ul. Akademickiej 13). W styczniu 2015 roku oddano do użytku nowy budynek Innowacyjnego Centrum Patologii i Terapii Zwierząt, w którym znajdują się siedziby czterech katedr wydziału, a także pracownie naukowo - dydaktyczne, laboratoria wyposażone w nowoczesny sprzęt diagnostyczny, gabinety zabiegowe i sale operacyjne oraz całodobowa przychodnia dla zwierząt.
Pierwszym dziekanem był prof. dr Józef Parnas. Dzieło to kontynuowali kolejni dziekani Wydziału, profesorowie: Kazimierz Krysiak, Alfred Trawiński, Tadeusz Żuliński i Marian Chomiak.
W 1955 Wydział stał się częścią nowo powstałej Wyższej Szkoły Rolniczej (WSR), przekształconej w 1972 r. w Akademię Rolniczą, a w 2008 r. w Uniwersytet Przyrodniczy w Lublinie. 
W 1995 zmieniono jego nazwę na Wydział Medycyny Weterynaryjnej, podobnie jak trzech pozostałych krajowych wydziałów weterynaryjnych. Tym samym powrócono do prastarej nazwy, którą nosiła już w końcu XIX w. Lwowska Akademia Medycyny Weterynaryjnej. 
WMW UP w Lublinie prowadzi stacjonarne studia stacjonarne oraz niestacjonarne na kierunku: weterynaria oraz studia w języku angielskim na kierunku veterinary medicine. W 2019 uruchomiono na Wydziale pierwsze w Polsce studia na kierunku analityka weterynaryjna. 

## Tytuły honorowe pracowników wydziału
- prof. dr hab. Janusz Welento, doctor honoris causa, Uniwersytet Rolniczy w Debreczynie (1978);
- prof. dr hab. Grzegorz Staśkiewicz, doctor honoris causa, Akademia Rolnicza w Lublinie (1989);
- prof. dr hab. Stefan Stępkowski, doctor honoris causa, Akademia Rolnicza w Lublinie (1989);
- prof. dr hab. Stanisław Wołoszyn, doctor honoris causa, Wyższa Szkoła Weterynaryjna w Koszycach (1989); Uniwersytet Przyrodniczy w Lublinie (2009);

- prof. dr hab. Edmund Prost, doctor honoris causa, Uniwersytet Humboldta w Berlinie oraz Akademia Rolnicza w Lublinie (1999);
- prof. dr hab. Zbigniew Pomorski, profesor honoris causa, l’Ėcole Nationale Vėtėrinaire de Lyon (1998);
- prof. dr hab. Stanisław Winiarczyk, profesor honoris causa, Lwowski Narodowy Uniwersytet Medycyny Weterynaryjnej i Biotechnologii we Lwowie (2017).

## Władze wydziału
- Dziekan: prof. dr hab. Aneta Nowakiewicz
- Prodziekan ds. klinik: prof. dr hab. Łukasz Adaszek

## Dziekani wydziału
- prof. dr hab. Józef Parnas
- prof. dr hab. Kazimierz Krysiak
- prof. dr hab. Alfred Trawiński (4 kadencje)
- prof. dr hab. Tadeusz Żuliński
- prof. dr hab. Marian Chomiak
- prof. dr hab. Zdzisław Fink (2 kadencje)
- prof. dr hab. Feliks Stański (2 kadencje)
- prof. dr hab. Edmund Prost (2 kadencje)
- prof. dr hab. Grzegorz Staśkiewicz
- prof. dr hab. Janusz Welento
- prof. dr hab. Stanisław Wołoszyn
- prof. dr hab. Jan Buczek
- prof. dr hab. Janusz Wawrzkiewicz (2 kadencje)
- prof. dr hab. Zbigniew Pomorski (2 kadencje)
- prof. dr hab. Andrzej Wernicki (3 kadencje)
- prof. dr hab. Stanisław Winiarczyk (2 kadencje)
- dr hab. Iwona Puzio, prof. uczelni
- prof. dr hab. Aneta Nowakiewicz

## Zadania
Misją Wydziału jest kształcenie i prowadzenie badań w zakresie:
- nauk podstawowych
- przedklinicznych
- klinicznych
- higieny i toksykologii żywności pochodzenia zwierzęcego oraz weterynaryjnej ochrony zdrowia publicznego.

Rada dyscypliny weterynaria, w której skład wchodzą pracownicy wydziału, ma prawo do nadawania stopni doktora nauk weterynaryjnych i doktora habilitowanego nauk weterynaryjnych.Strategia rozwoju Wydziału jest zbieżna z misją i strategią uczelni, obejmuje prowadzenie studiów jednolitych magisterskich, licencjackich, doktoranckich i podyplomowych, kształcenie doktorantów w Szkole Doktorskiej i zmierza do: zapewnienia najwyższej jakości kształcenia studentów poprzez pełne jego dostosowanie do wymogów standardów europejskich i krajowych oraz potrzeb środowiska zewnętrznego; internacjonalizacji programu kształcenia poprzez promowanie i rozszerzanie nauczania w języku angielskim; rozwoju wysokiej jakości badań naukowych z wykorzystaniem nowoczesnej aparatury, będącej w dyspozycji Wydziału, w oparciu o krajowe i europejskie programy badawcze; poprawy infrastruktury Wydziału poprzez modernizację posiadanej bazy dydaktyczno-badawczej, rozwijanie działalności lekarsko-weterynaryjnej dla społeczeństwa.

## Lokalizacja
Siedziba Wydziału Medycyny Weterynaryjnej mieści się w budynkach przy ulicy Akademickiej i Głębokiej w Lublinie. Katedry z obszaru nauk podstawowych, przedklinicznych oraz higieny żywności zwierzęcego pochodzenia mieszczą się w budynku Collegium Veterinarium przy ulicy Akademickiej 12. Katedry i odpowiadające im kliniki weterynaryjne mieszczą się przy ulicy Głębokiej 30, gdzie w ramach Kliniki Weterynaryjnej UP prowadzona jest także działalność lekarsko-weterynaryjna. Dziekanat Wydziału zlokalizowany jest przy ulicy Głębokiej 30. Infrastrukturę wzbogaca kompleks budynków przy ulicy Głębokiej 30, oddany do użytku w 2015 roku pod nazwą Innowacyjnego Centrum Patologii i Terapii Zwierząt.

## Koło Naukowe Medyków Weterynaryjnych
Koło Naukowe Medyków Weterynaryjnych powstało w 1944 r. w Wydziale Weterynaryjnym i działa do chwili obecnej z różnym natężeniem. W przebiegu historii Koła zaznaczają się okresy wzmożonej działalności, które przypadają na lata 1944 – 1950 i 1956 – 1984. Po okresie przerwy, w 1993 r. nastąpiła jego reaktywacja. Walne zebranie studentów, które odbyło się 18.11.1993 r. podjęło decyzję o wystąpieniu do J.M. Rektora o rejestrację Koła oraz uchwaliło regulamin i program działania. Koło Naukowe Medyków Weterynaryjnych zostało wpisane do rejestru Kół Naukowych AR w Lublinie pod pozycją 9/93 w dniu 17 grudnia 1993 r. Na opiekuna koła została powołana przez Radę Medycyny Weterynaryjnej w dniu 25.11.1993 r. prof. dr hab. Antonina Sopińska, która tę funkcję pełniła tę funkcję do lipca 2020r. Obecnie opiekunem Koła jest dr hab. Marta Wójcik, prof. Uczelni. Struktura Koła Naukowego opiera się na tworzeniu Sekcji przy jednostkach naukowo-dydaktycznych Wydziału i powołaniu opiekunów naukowych tych Sekcji.  Najaktywniej działającymi Sekcjami w okresie ostatnich lat są: biochemiczna, bujatryczna, dermatologiczna, drobnych ssaków, hipiatryczna, internistyczna, patofizjologiczna, parazytologiczna i chorób zwierząt egzotycznych oraz ichtiopatologiczna.